# Pedillanura

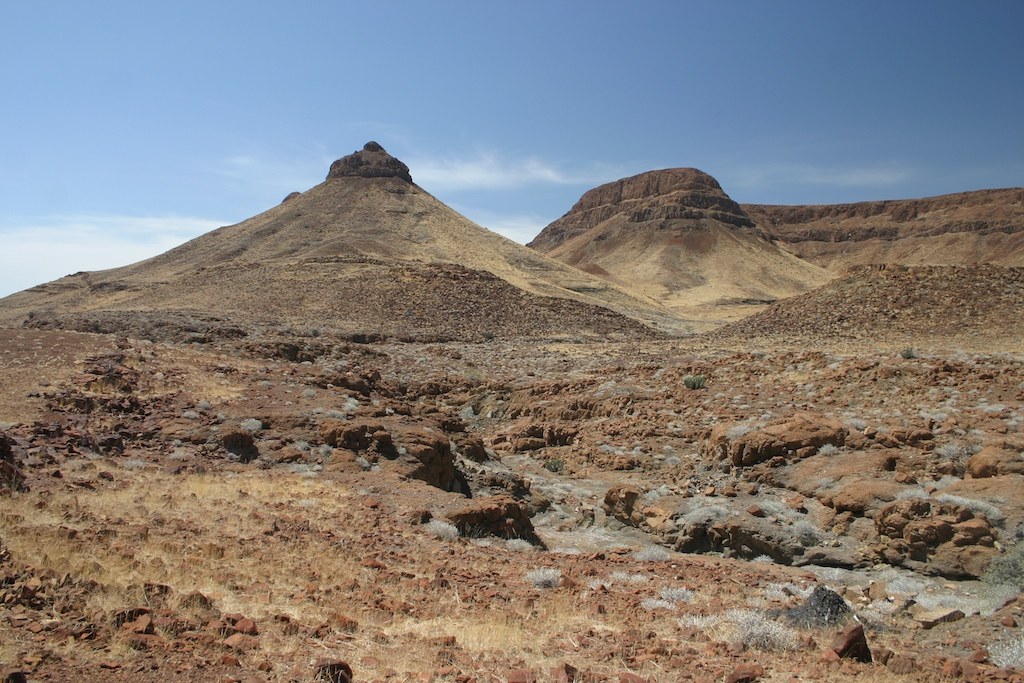
Montañas Goboboseb, ejemplo de pedillanura.

Una pedillanura, o también llamado pediplano, es una planicie que resulta de la yuxtaposición de varios pedimentos. La acción de los procesos que conjuntamente dan lugar a la formación de una pedillanura se denomina pediplanación, y se produce por la coalescencia de los pedimentos, jugando también un papel relevante los procesos que conforman la pedimentación, para la alimentación y transporte de material hacia un estadio final del retroceso paralelo de laderas que se produce usualmente en climas áridos y semiáridos. Contrasta con la penillanura, por cuanto en esta última el rebajamiento erosional domina sobre el retroceso erosivo. El resultado es una superficie de erosión relativamente plana, interrumpida ocasionalmente por llanuras aluviales, colinas residuales, colinas islas o inselbergs, e incisionada por canales de origen fluvial. Son precisamente estos remanentes, vestigios que pueden reconstruir la historia evolutiva de una pedillanura.
Lester Charles King (1907–1989) propuso en su momento que los pedimentos constitutian el 90% de las llanuras en la Tierra. Sin embargo autores más recientes postulan una extensión mucho más reducida de las pedillanuras en la superficie terrestre.

## Ejemplos propuestos
- Zona central de Pilbara, Australia.[8][11]
- Península de Eyre, Australia.[8]